# Sphecosoma vicinum
Sphecosoma vicinum är en fjärilsart som beskrevs av Carlos Schrottky 1910. Sphecosoma vicinum ingår i släktet Sphecosoma och familjen björnspinnare. Inga underarter finns listade i Catalogue of Life.